# Aston Rogers
Aston Rogers – przysiółek w Anglii, w Shropshire, w dystrykcie (unitary authority) Shropshire. Leży 16,3 km od miasta Shrewsbury i 234,6 km od Londynu. W latach 1870–1872 miejscowość liczyła 174 mieszkańców.